# Жирмуны (Вороновский район)

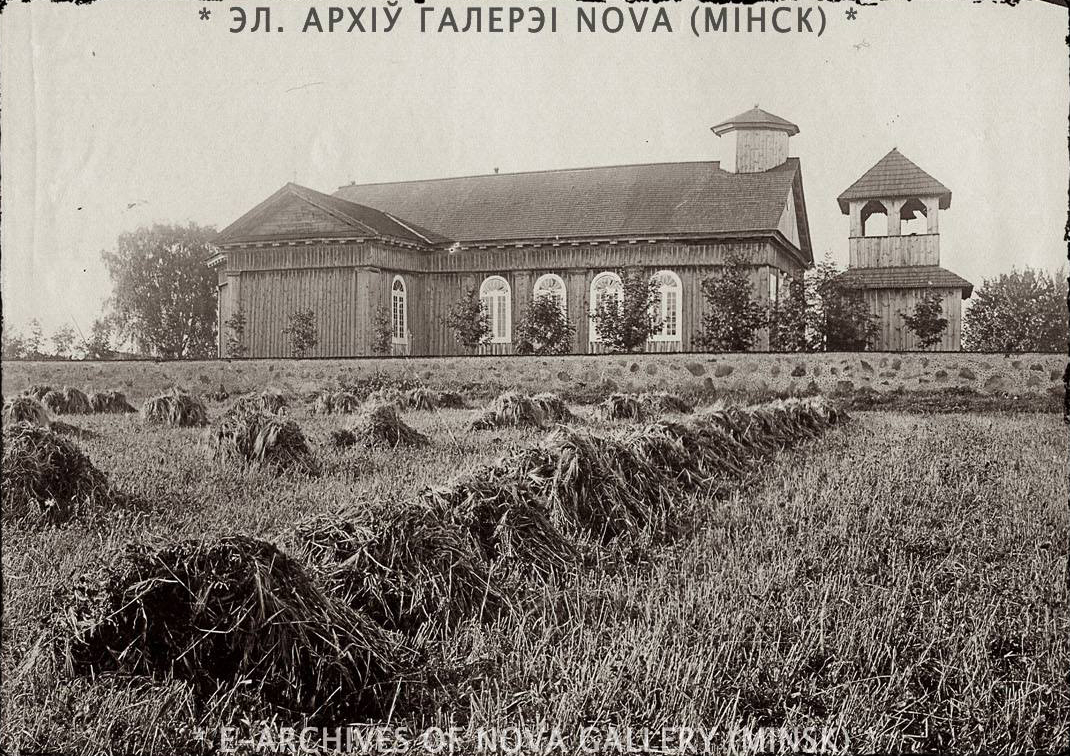
Католический храм Отыскания Святого Креста в Жирмунах. Фото начала XX века

Жирмуны (бел. Жырмуны) — агрогородок в Вороновском районе Гродненской области Белоруссии. Административный центр Жирмунского сельсовета. Население 662 человека (2009).

## География
Посёлок расположен в 16 км к юго-западу от райцентра Вороново и в 15 км к северу от центра города Лида. Посёлок стоит на границе Вороновского и Лидского районов, по другую стороны границы находится одноимённая деревня Лидского района. Двое Жирмунов исторически развивались как один населённый пункт, но впоследствии разделились и оказались поделёнными административной границей районов. Через Жирмуны проходит автомагистраль М11 на участке Бенякони — Лида. Ближайшая ж/д станция Петюны на линии Лида — Вильнюс находится в 4 км к востоку от деревни.

## История
В письменных источниках Жирмуны впервые упоминаются в XV веке, как имение рода Бутрымов. В конце XV — начале XVI века имение принадлежало Монтовтовичам. В 1513 году Жирмуны стали собственностью Юрия Радзивилла, в 1522 году здесь основан католический приход.
Согласно административно-территориальной реформе середины XVI века поселение вошло в состав Лидского повета Виленского воеводства. На карте 1613 году Жирмуны уже обозначены как местечко. В XVII веке Жирмуны перешли к Завишам, в 1624 году Ян Завиша поставил здесь костёл.
В начале XVIII века Жирмуны снова перешли к Радзивиллам. В 1724 году король и великий князь литовский Август Сильный даровал городку Магдебургское право. Во второй половине XVIII века здесь существовали школа и госпиталь. В 1789 году построено современное деревянное здание храма Отыскания Святого Креста на средства Каролины Радзивилл.
В результате третьего раздела Речи Посполитой (1795) Жирмуны оказались в составе Российской империи, где стали волостным центром Лидского уезда. Принадлежали сначала Тышкевичам, затем Шванебахам. В 1860 году здесь было 29 зданий, храм, госпиталь, школа, почтовая станция. В начале XX века открылась народное училище.
В 1920 году Жирмуны оказались в составе Срединной Литвы, в 1922—1939 годах были в составе межвоенной Польской Республики, где стали центром гмины Лидского повета Новогрудского воеводства. В 1939 году Жирмуны вошли в состав БССР, до 1959 года были центром сельсовета Радунского района, после 1959 — Вороновского.
В 1971 году здесь было 587 жителей и 198 дворов, в 1993 году 670 жителей и 270 дворов. В 2009—662 жителя.

## Культура
- Краеведческий музей ГУО «Жирмунская средняя школа» (2006 г.)
- Этнографическая экспозиция «Дорогами предков» в филиале «Жирмунский центр культуры и досуга» (2017 г.)

## Достопримечательности
- Костёл Обретения Святого Креста, памятник деревянного зодчества, 1789 год — Историко-культурная ценность Беларуси, код 412Г000132
- Плебания (1939; архитектор Ф. Урбшис)[5]
- В соседних Жирмунах Лидского района сохранились развалины усадьбы Радзивиллов (конец XVIII — начало XIX веков)